# ミチェル
ミチェル (Michel) こと、ホセ・ミゲル・ゴンサレス・マルティン・デル・カンポ（José Miguel González Martín del Campo, 1963年3月23日 - ）は、スペイン・マドリード出身の元サッカー選手、現サッカー指導者。現役時代はスペイン代表で、ポジションはミッドフィールダー（RMF）、フォワード（RWG）。
クロスの精度や決定力などが持ち味であった。10年以上に渡ってレアル・マドリードに在籍し、数々のタイトルを獲得している。スペイン代表としては66試合に出場して21得点を挙げ、2度のFIFAワールドカップと1度のUEFA欧州選手権に出場した。現役引退後は指導者としての道を歩んでいる。
父親もサッカー選手であったが、道路事故により27歳での現役引退を余儀なくされた。息子のアドリアン・ゴンサレスもサッカー選手である。

## 経歴

### 選手時代

#### クラブ
1976年、13歳の時にレアル・マドリードの下部組織に入団し、技術やフィジカル能力などから目立つ存在となった。1981年にレアル・マドリード・カスティージャに昇格し、19歳になってすぐの1982年4月11日、CDカステリョン戦でトップチームデビューした。しかし以降は出場機会が与えられることはなく、カスティージャでプレーを続けた。21歳だった1983-84シーズンにはセグンダ・ディビシオン（2部）優勝を果たし、ミチェル、エミリオ・ブトラゲーニョ、マヌエル・サンチス、マルティン・バスケス、ミゲル・パルデサらはキンタ・デル・ブイトレ（ハゲワシ部隊）と呼ばれた。その他のメンバーとともにトップチームに昇格すると、1985-86シーズンから1993-94シーズンの間は常にリーグ戦31試合以上に出場した。1984-85シーズンはUEFAカップ決勝でヴィデオトンFCと対戦し、先制点を挙げて優勝に貢献した。1985-86シーズンにはUEFAカップ2連覇を果たし、自身初のリーグタイトルを獲得した。リーグ戦ではこのシーズンから5連覇し、コパ・デル・レイでもたびたび優勝するなど、クラブの黄金期の中心メンバーとして歴史に名を残した。UEFAチャンピオンズカップの優勝はならなかったが、獲得したタイトルは16にも及んだ。
1989年にはイタリアのクラブと契約してスペインを去る可能性があると発表したが、1996年までレアル・マドリードに在籍した。1994-95シーズンには深刻な膝の負傷に苦しみ、リーグ優勝したシーズンのほとんどの期間を欠場した。1995-96シーズンには回復し、ホルヘ・バルダーノ監督の下で満足なシーズンを送ったが、ロレンソ・サンス会長が就任した1996年夏、ブトラゲーニョがプレーしていたメキシコのアトレティコ・セラヤに移籍した。1997年に現役引退した。このようにミチェルは輝かしいキャリアを送ったが、彼の経歴には常に事件が付きまとった。1988年には試合中に投げられた瓶が頭に直撃したし、1992年にはレアル・バリャドリード戦中に非倫理的な方法でカルロス・バルデラマの集中を妨げたとして欧州サッカー連盟 (UEFA) から制裁措置を受けた。

#### 代表
世代別スペイン代表で活躍し、U-18スペイン代表としては21試合に出場して11得点を挙げた。1985年11月20日のオーストリア戦でスペイン代表デビューし、1986年にメキシコで開催された1986 FIFAワールドカップでは5試合に出場した。1988年に西ドイツで開催されたUEFA欧州選手権1988では3試合に出場して1得点した。1990年にイタリアで開催された1990 FIFAワールドカップでは、グループリーグ2戦目の韓国戦 (3-1) でハットトリックを達成し、3戦目のベルギー戦ではペナルティキックを決めた。1992年にハビエル・クレメンテ監督が就任すると余剰戦力とみなされ、代表に招集されることはなくなった。最後に出場した時はまだ20歳代であった。

### 指導者時代
レアル・マドリードに所属していた1994年には1994 FIFAワールドカップの解説を務め、現役引退後は本格的にスペイン国営放送 (TVE) の解説者の仕事を、またマルカ紙のコラムニストを務めた。2005年夏にはセグンダ・ディビシオンB（3部）のラーヨ・バジェカーノの監督に就任し、1シーズン指揮した。2006年夏にはシウダード・レアル・マドリードのディレクターに就任、カンテラの総責任者となるとともにセグンダ・ディビシオン（2部）のレアル・マドリード・カスティージャの監督も務め、息子のアドリアンも指導した。しかしカスティージャは2006-07シーズン終了後にセグンダ・ディビシオンBに降格し、ミチェルは監督を解任された。2008年12月、ラモン・カルデロン会長との意見の相違から、「（このクラブは）優秀なカンテラ選手を起用せず、他から選手を買うことしか考えていない」と言い残してディレクター職からも辞任した。
2009年4月27日、ビクトル・ムニョスの後任としてリーグ戦で苦戦するヘタフェCFの監督に就任した。契約はシーズン終了までであり、再びアドリアンのチームの指揮官となった。18位で降格したレアル・ベティスと勝ち点差なしでの残留を果たし、シーズン終了後に2011年までの2年間の契約延長を勝ち取った。2009-10シーズンはヘタフェをクラブ史上最高の6位 に躍進してUEFAヨーロッパリーグ出場権を獲得したが、2010-11シーズンは16位と低迷し、シーズン終了後の2011年5月に解任された。
2012年2月6日にマルセリーノ・ガルシア・トラルの後任としてセビージャFCの監督に就任した。2011-12シーズン9位で終わったチームの欧州カップ戦の出場権獲得を託されたが、直近のリーグ戦では11試合でわずか2勝と振るわず責任を負わされる形で2013年1月に解任される。
2013年2月からギリシャのオリンピアコスFCと2年半契約を結ぶ。指揮官に就任すると、すぐさまチームをリーグとカップの2冠に導く。2013-14シーズンにはリーグ連覇を達成するとともに、UEFAチャンピオンズリーグ 2013-14で4シーズンぶりとなる決勝トーナメント進出へ導いた。しかし、クラブオーナーがチームのプレー内容に不満を感じていたとも伝えられ、MFイブラヒム・アフェレイとの衝突など、チームの統制を失いつつあったところで2015年1月に解任された。
その後、アギーレ監督解任後の日本代表監督選定の中で候補者の1人して報道されることもあった。
マルセロ・ビエルサ前監督がリーグ・アン2015-16開幕節となったカーン戦後の会見で突然の辞任を発表後話題となった後任監督選びだが
2015年8月その後任としてマルセイユの監督に就任。しかし2016年4月19日、リーグ戦で15位（第34節時点）という低迷ぶりからクラブから解任が発表された。
2017年3月7日、マラガCFの監督就任が発表された。契約期間は2017-2018シーズンまで。しかし2018年1月13日に解任された。
2019年5月20日、リーガMXのUNAMプーマス監督に就任。
2021年5月26日、ホセ・ボルダラスの後任として再びヘタフェCF監督に就任したが、2021-22シーズンのラ・リーガで8節時点で勝ち点1の最下位と極度の不振に陥ったことから10月4日に解任された。

## タイトル

### 選手時代
レアル・マドリード
- リーガ・エスパニョーラ：6回（1985-86、1986-87、1987-88、1988-89、1989-90、1994-95）
- コパ・デル・レイ：3回（1981-82、1988-89、1992-93）
- コパ・デ・ラ・リーガ：1回（1984-85）
- スーペルコパ・デ・エスパーニャ：4回（1988、1989、1990、1993）
- コパ・イベロアメリカーナ：1回（1994）
- UEFAカップ：2回（1984-85、1985-86）

個人
- ドン・バロン・アワード最優秀スペイン人選手：1回（1985-86）
- UEFAチャンピオンズカップ得点王：1回（1987-88）

### 指導者時代
オリンピアコスFC
- ギリシャ・スーパーリーグ：3回（2012-13、2013-14、2014-15）
- ギリシャ・カップ：1回（2012-13）

アル・カーディシーヤFC
- サウジ・ファーストディヴィジョンリーグ：1回（2023-24）

## 個人成績

### クラブでの出場記録
| クラブ成績 | クラブ成績           | クラブ成績             | リーグ | リーグ              | カップ | カップ | 通算 | 通算 |
| シーズン   | クラブ               | リーグ                 | 出場   | 得点                | 出場   | 得点   | 出場 | 得点 |
| スペイン   | スペイン             | スペイン               | リーグ | リーグ              | 国王杯 | 国王杯 | 通算 | 通算 |
| ---------- | -------------------- | ---------------------- | ------ | ------------------- | ------ | ------ | ---- | ---- |
| 1984-85    | レアル・マドリード   | リーガ・エスパニョーラ | 26     | 2                   | 8      | 2      | 43   | 7    |
| 1985-86    | レアル・マドリード   | リーガ・エスパニョーラ | 31     | 7                   | 5      | 0      | 48   | 9    |
| 1986-87    | レアル・マドリード   | リーガ・エスパニョーラ | 44     | 5                   | 6      | 0      | 58   | 5    |
| 1987-88    | レアル・マドリード   | リーガ・エスパニョーラ | 35     | 14                  | 7      | 1      | 50   | 19   |
| 1988-89    | レアル・マドリード   | リーガ・エスパニョーラ | 36     | 13                  | 10     | 2      | 51   | 15   |
| 1989-90    | レアル・マドリード   | リーガ・エスパニョーラ | 37     | 8                   | 6      | 0      | 46   | 10   |
| 1990-91    | レアル・マドリード   | リーガ・エスパニョーラ | 36     | 8                   | 4      | 1      | 46   | 10   |
| 1991-92    | レアル・マドリード   | リーガ・エスパニョーラ | 38     | 11                  | 6      | 3      | 54   | 16   |
| 1992-93    | レアル・マドリード   | リーガ・エスパニョーラ | 37     | 9                   | 6      | 1      | 51   | 13   |
| 1993-94    | レアル・マドリード   | リーガ・エスパニョーラ | 37     | 11                  | 4      | 1      | 47   | 14   |
| 1994-95    | レアル・マドリード   | リーガ・エスパニョーラ | 13     | 2                   | 0      | 0      | 18   | 2    |
| 1995-96    | レアル・マドリード   | リーガ・エスパニョーラ | 33     | 6                   | 1      | 1      | 42   | 8    |
| メキシコ   | メキシコ             | メキシコ               | リーグ | リーグ              | カップ | カップ | 通算 | 通算 |
| 1996       | アトレティコ・セラヤ | メキシカン・リーグ     | 17     | 6                   |        |        |      |      |
| 1997       | アトレティコ・セラヤ | メキシカン・リーグ     | 17     | 3                   |        |        |      |      |
| 通算       | スペイン             | スペイン               | 403    | 96                  | 63     | 12     | 554  | 128  |
| 通算       | メキシコ             | メキシコ               | 34     | 9\|\|\|\|\|\|\|\|   |        |        |      |      |
| 総通算     | 総通算               | 総通算                 | 437    | 105\|\|\|\|\|\|\|\| |        |        |      |      |

### 代表での得点
| #   | 日時           | 場所                           | 相手             | スコア | 結果 | 大会                                    |
| --- | -------------- | ------------------------------ | ---------------- | ------ | ---- | --------------------------------------- |
| 1.  | 1985年12月18日 | バレンシア                     | ブルガリア       | 1-0    | 2-0  | 親善試合                                |
| 2.  | 1986年11月12日 | セビージャ                     | ルーマニア       | 1-0    | 1-0  | UEFA欧州選手権1988予選                  |
| 3.  | 1987年10月14日 | セビージャ                     | オーストリア     | 1-0    | 2-0  | UEFA欧州選手権1988予選                  |
| 4.  | 1987年11月18日 | セビージャ                     | アルバニア       | 3-0    | 5-0  | UEFA欧州選手権1988予選                  |
| 5.  | 1988年6月11日  | ハノーファー                   | デンマーク       | 0-1    | 2-3  | UEFA欧州選手権1988                      |
| 6.  | 1988年9月14日  | オビエド                       | ユーゴスラビア   | 1-0    | 1-2  | 親善試合                                |
| 7.  | 1988年12月21日 | セビージャ                     | 北アイルランド   | 3-0    | 4-0  | 1990 FIFAワールドカップ・ヨーロッパ予選 |
| 8.  | 1989年1月22日  | タカリ                         | マルタ           | 0-1    | 0-2  | 1990 FIFAワールドカップ・ヨーロッパ予選 |
| 9.  | 1989年3月23日  | セビージャ                     | マルタ           | 1-0    | 4-0  | 1990 FIFAワールドカップ・ヨーロッパ予選 |
| 10. | 1989年3月23日  | セビージャ                     | マルタ           | 2-0    | 4-0  | 1990 FIFAワールドカップ・ヨーロッパ予選 |
| 11. | 1989年9月20日  | ア・コルーニャ                 | ポーランド       | 1-0    | 1-0  | 親善試合                                |
| 12. | 1989年11月11日 | ブダペスト                     | ハンガリー       | 0-2    | 2-2  | 1990 FIFAワールドカップ・ヨーロッパ予選 |
| 13. | 1989年12月13日 | サンタ・クルス・デ・テネリフェ | スイス           | 1-0    | 2-1  | 親善試合                                |
| 14. | 1990年6月17日  | ウーディネ                     | 韓国             | 1-0    | 3-1  | 1990 FIFAワールドカップ                 |
| 15. | 1990年6月17日  | ウーディネ                     | 韓国             | 2-1    | 3-1  | 1990 FIFAワールドカップ                 |
| 16. | 1990年6月17日  | ウーディネ                     | 韓国             | 3-1    | 3-1  | 1990 FIFAワールドカップ                 |
| 17. | 1990年6月21日  | ヴェローナ                     | ベルギー         | 0-1    | 1-2  | 1990 FIFAワールドカップ                 |
| 18. | 1990年9月12日  | ヒホン                         | ブラジル         | 3-0    | 3-0  | 親善試合                                |
| 19. | 1991年11月13日 | セビージャ                     | チェコスロバキア | 2-1    | 2-1  | UEFA EURO '92予選                       |
| 20. | 1992年4月22日  | セビージャ                     | アルバニア       | 1-0    | 3-0  | 1994 FIFAワールドカップ・ヨーロッパ予選 |
| 21. | 1992年4月22日  | セビージャ                     | アルバニア       | 2-0    | 3-0  | 1994 FIFAワールドカップ・ヨーロッパ予選 |